# Seznam medailistů na letních olympijských hrách v horských kolech – ženy
Kompletní přehled všech olympijských medailistek v horských kolech žen. Do programu LOH byla zařazena tato disciplína v roce 1996.

## Cross-country
| Rok      | Zlato                                     | Stříbro                                        | Bronz                                           |
| -------- | ----------------------------------------- | ---------------------------------------------- | ----------------------------------------------- |
| LOH 1996 | Paola Pezzová · Itálie (ITA)              | Alison Sydor · Kanada (CAN)                    | Susan DeMattei · Spojené státy americké (USA)   |
| LOH 2000 | Paola Pezzová · Itálie (ITA)              | Barbara Blatter · Švýcarsko (SUI)              | Margarita Fullana · Španělsko (ESP)             |
| LOH 2004 | Gunn-Rita Dahleová · Norsko (NOR)         | Marie-Hélène Prémont · Kanada (CAN)            | Sabine Spitzová · Německo (GER)                 |
| LOH 2008 | Sabine Spitzová · Německo (GER)           | Maja Włoszczowska · Polsko (POL)               | Irina Kalentěva · Rusko (RUS)                   |
| LOH 2012 | Julie Bressetová · Francie (FRA)          | Sabine Spitzová · Německo (GER)                | Georgia Gouldová · Spojené státy americké (USA) |
| LOH 2016 | Jenny Rissvedsová · Švédsko (SWE)         | Maja Włoszczowska · Polsko (POL)               | Catharine Pendrelová · Kanada (CAN)             |
| LOH 2020 | Jolanda Neffová · Švýcarsko (SUI)         | Sina Freiová · Švýcarsko (SUI)                 | Linda Indergandová · Švýcarsko (SUI)            |
| LOH 2024 | Pauline Ferrand-Prévotová · Francie (FRA) | Haley Battenová · Spojené státy americké (USA) | Jenny Rissvedsová · Švédsko (SWE)               |